# Угерсько (зупинний пункт)
Уге́рсько — пасажирський зупинний пункт Львівської дирекції Львівської залізниці.
Розташований неподалік сіл Угерсько та Вівня Стрийського району. Платформа розміщується між зупинним пунктом П'ятничани та станцією Стрий. За кілометр у сторону зупинки П'ятничани неподалік залізниці знаходиться Стрийське ВБР (відділення бурових робіт ФБУ «Укрбургаз»). За 0,09 км від зупинки в напрямку станції Стрий розташовується залізничний переїзд.

## Історія
Станцію Угерсько-Добржани було відкрито 15 листопада 1873 року при введенні у дію залізниці Львів — Стрий. Нинішня назва вживається після 1952 року. Електрифікована 1962 року. Під час електрифікації мала статус роздільного пункту.
На залізничній платформі зупиняються лише приміські поїзди.